# Uprising (álbum)
Uprising es el duodécimo álbum de estudio de Bob Marley & The Wailers. Se publicó en 1980 y fue el último de Bob Marley en vida, ya que al año siguiente el mítico cantante moriría.
El álbum es uno de los más religiosos de Marley, de fuerte influencia rastafari, alude en la mayoría de las canciones al rastafarismo y culmina con la emotiva "Redemption Song", tocada con guitarra acústica. Al grabarlo, Bob Marley estaba muy cansado; su estado de ánimo empezaba a preocupar a los otros miembros de la banda.
Al igual que Survival, Uprising solo contiene canciones inéditas. Después de volver de Zimbabue, y en espera del inicio de la gira, The Wailers grabaron las primeras canciones de lo que iba a ser el álbum Confrontation. Proféticamente, el álbum contiene algunos de los mejores materiales de la banda, como si estuvieran convencidos de que este sería su último álbum. El álbum mezcla temas religiosos y seculares; también crea una búsqueda muy potente a la espiritualidad en un mundo material.
A pesar de las varias críticas que acompañó su lanzamiento, el álbum tuvo buenas ventas, gracias al éxito del sencillo "Could You Be Loved". El contrato entre Bob Marley y Island Records terminó y quería dejar su discográfica para firmar con Polygram, que ofreció 10 millones de dólares para la recompra de la etiqueta Tuff Gong International. Sin embargo, Bob nunca tuvo tiempo. Menos de un año después del lanzamiento de Uprising, Marley sucumbiría ante el cáncer.
El álbum alcanzó el puesto 41 de la lista Black Albums del Billboard norteamericano, así como el 45.º puesto en Pop Albums. "Could You Be Loved" logró el 6.º y 56.º puesto respectivamente en las listas Club Play Singles y Black Singles. Uprising logró mejores ventas en el Reino Unido, donde entró en los diez primeros puestos con "Could You Be Loved", número 5 en las listas inglesas. El álbum fue remasterizado en Sterling Sound, Nueva York, por Ted Jensen y relanzado en 2001.

## Listado de canciones
Todas las canciones escritas por Bob Marley.

### Cara A
1. "Coming in From The Cold" - 4:31
2. "Real Situation" - 3:08
3. "Bad Card" - 2:48
4. "We And Dem" - 3:12
5. "Work" - 3:40

### Cara B
1. "Zion Train" – 3:34
2. "Pimper's Paradise" – 3:26
3. "Could You Be Loved" – 3:56
4. "Forever Loving Jah" – 3:51
5. "Redemption Song" – 3:47

### Versión remasterizada en CD de 2001
Todas las canciones escritas por Bob Marley.
1. "Coming in from the Cold" - 4:33
2. "Real Situation" - 3:10
3. "Bad Card" - 2:52
4. "We and Them" - 3:16
5. "Work" - 3:42
6. "Zion Train" – 3:34
7. "Pimper's Paradise" – 3:26
8. "Could You Be Loved" – 3:56
9. "Forever Loving Jah" – 3:51
10. "Redemption Song" – 3:47
11. "Redemption Song [Band Version][*]" – 4:47
12. "Could You Be Loved (12" Version)[*]" – 5:24

## Tour
El "Uprising Tour" fue una gira de conciertos organizada en 1980 para apoyar el álbum Uprising de Bob Marley & The Wailers. Fue la última gira de Marley en su vida y la gira musical más grande de Europa en ese año. La gira comenzó en el Hallenstadion de Zúrich, Suiza, donde Marley cantó por primera vez, el 30 de mayo de 1980, y terminó en el Teatro Stanley en Pittsburgh, Pensilvania, el 23 de septiembre de 1980: este fue el último concierto de Marley. Dos días antes, después de dos shows en el Madison Square Garden de Nueva York, Marley se desmayó en  Central Park mientras corría; le recomendaron que cancelara inmediatamente el concierto en EE. UU., pero de igual manera viajó a Pittsburgh para llevar a cabo una actuación final. Luego se fue a Alemania para recibir un controvertido tratamiento contra el cáncer que finalmente no tuvo éxito: Bob Marley falleció el 11 de mayo de 1981 en Miami.
El concierto en Dortmund el 13 de junio ha sido transmitido en la década de 1990 por la estación alemana de televisión WDR en su serie de conciertos "Rockpalast". Numerosas otras actuaciones del "Uprising Tour" también han sido grabadas en video. Durante la gira Marley realizó por primera vez actuaciones en Suiza, Italia, Irlanda y Escocia.

### Lista de canciones
El repertorio estándar de la gira se parecía a lo siguiente:
- "Natural Mystic"
- "Positive Vibration"
- "Revolution"
- "I Shot The Sheriff"
- "War" / "No More Trouble"
- "Zimbabwe"
- "Zion Train"
- "No Woman, No Cry"
- "Jammin'"
- "Exodus"
- "Redemption Song"
- "Natty Dread"
- "Work"
- "Could You Be Loved"
- "Is This Love"
- "Get Up, Stand Up"

La mayoría de los conciertos terminaban con "Exodus" o "Get Up, Stand Up". Hubo actuaciones de una canción anterior, "Trenchtown Rock", que no aparece en ninguno de los discos de Marley grabados con Island. En el corto tramo de la gira en EE. UU. Marley cambió la lista de canciones y la volvió similares a la de la gira del álbum Kaya en 1978, agregó temas como "Revolution" y "Natty Dread" y volvió a incluir temas como "Burnin' and Lootin'" o "Them Belly Full" al principio del show, así como "The Heathen" y "Running Away/Crazy Baldhead" a la mitad del concierto.
De espectáculo en espectáculo a veces se agregaba una canción adicional, como "Lively Up Yourself", "Kinky Reggae", "Roots, Rock, Reggae", "Coming In From The Cold", "Bad Card", "Kaya", "Trenchtown Rock", "We and Them", "Three Little Birds", "Talkin' Blues" o "Forever Loving Jah", pero estas canciones se tocaron muy raramente durante la gira.

### Conciertos
| Fecha            | Lugar                               | Ciudad                  | País       | Notas                            |
| ---------------- | ----------------------------------- | ----------------------- | ---------- | -------------------------------- |
| 30 de mayo       | Hallenstadion                       | Zúrich                  | Suiza      |                                  |
| 1 de junio       | Reitstadion                         | Múnich                  | Alemania   | con Fleetwood Mac                |
| 3 de junio       | Palais des Sports                   | Grenoble                | Francia    |                                  |
| 4 de junio       | Parc des Sports                     | Dijon                   | Francia    |                                  |
| 6 de junio       | Sporthalle                          | Colonia                 | Alemania   |                                  |
| 7 de junio       | Crystal Palace Concert Bowl         | Londres                 | Inglaterra |                                  |
| 8 de junio       | Fritz Walter Stadion                | Kaiserslautern          | Alemania   | con Fleetwood Mac                |
| 9 de junio       | Hall Rhenus                         | Estrasburgo             | Francia    |                                  |
| 10 de junio      | Parc des Expositions                | Orleans                 | Francia    |                                  |
| 11 de junio      | Exposition Hall                     | Burdeos                 | Francia    |                                  |
| 13 de junio      | Westfalenhalle                      | Dortmund                | Alemania   |                                  |
| 14 de junio      | Ernst Merck Halle                   | Hamburgo                | Alemania   |                                  |
| 16 de junio      | Drammenshallen                      | Oslo                    | Noruega    |                                  |
| 17 de junio      | Gröna Lund                          | Estocolmo               | Suecia     |                                  |
| 18 de junio      | The Forum                           | Copenhague              | Dinamarca  |                                  |
| 20 de junio      | Waldbühne                           | Berlín                  | Alemania   |                                  |
| 21 de junio      | Eissporthalle                       | Kassel                  | Alemania   |                                  |
| 22 de junio      | Forest National                     | Bruselas                | Bélgica    |                                  |
| 23 de junio      | Ahoy                                | Róterdam                | Holanda    |                                  |
| 24 de junio      | Grand Palais                        | Lille                   | Francia    |                                  |
| 26 de junio      | Stade Mayol                         | Tolón                   | Francia    |                                  |
| 27 de junio      | Stadio Giuseppe Meazza              | Milán                   | Italia     |                                  |
| 28 de junio      | Stadio Comunale                     | Turín                   | Italia     |                                  |
| 29 de junio      | Estadio Román Valero                | Madrid                  | España     | cancelado                        |
| 30 de junio      | Plaza de Toros                      | Barcelona               | España     |                                  |
| 2 de julio       | Palais de la Beaujoire              | Nantes                  | Francia    |                                  |
| 3 de julio       | Le Bourget                          | París                   | Francia    |                                  |
| 6 de julio       | Dalymount Park                      | Dublín                  | Irlanda    |                                  |
| 8 de julio       | Brighton Conference Centre          | Brighton                | Inglaterra |                                  |
| 9 de Julio       | Brighton Conference Centre          | Brighton                | Inglaterra |                                  |
| 10 de julio      | The Apollo                          | Glasgow                 | Escocia    |                                  |
| 11 de julio      | The Apollo                          | Glasgow                 | Escocia    |                                  |
| 12 de julio      | Deeside Leisure Centre              | Queensferry             | Gales      |                                  |
| 13 de julio      | New Bingley Hall                    | Stafford, Staffordshire | Inglaterra |                                  |
| 16 de septiembre | JB Hynes Auditorium                 | Boston, MA              | EE. UU.    |                                  |
| 17 de septiembre | Meehan Auditorium, Brown University | Providence, RI          | EE. UU.    |                                  |
| 19 de septiembre | Madison Square Garden               | Nueva York, NY          | EE. UU.    | Presentación para The Commodores |
| 20 de septiembre | Madison Square Garden               | Nueva York, NY          | EE. UU.    | Presentación para The Commodores |
| 23 de septiembre | Stanley Theater                     | Pittsburgh, PA          | EE. UU.    |                                  |

### Concierto de Milán
El concierto en Milán, Italia, el 27 de junio, tuvo una asistencia de alrededor de 120.000 personas en el estadio San Siro. Este récord de asistencia es histórico y aún es considerado en Italia como el mayor evento de música en la historia; hasta el momento ningún otro músico llegó a tener una audiencia más grande que Marley hasta entonces. Sin ninguna duda, este es uno de los mejores y más importantes conciertos de Marley.

### Canciones tocadas ese día

#### I Threes
1. "Intro"
2. "Precious Love"
3. "Slave Queen"
4. "Steppin Out of Babylon"
5. "That's the Way"

#### Bob Marley&The Wailers
1. "Intro"
2. "Natural Mystic"
3. "Positive Vibration"
4. "Revolution"
5. "I Shot The Sheriff"
6. "War/No More Trouble"
7. "Zimbabwe"
8. "Zion Train"
9. "No Woman, No Cry"
10. "Jamming"
11. "Exodus"
12. "Redemption Song"
13. "Natty Dread"
14. "Work"
15. "Kaya"
16. "Roots, Rock, Reggae"
17. "Is This Love"
18. "Could You Be Loved"
19. "Kinky Reggae"
20. "Get Up Stand Up"

## Anécdotas
La canción "Redemption Song" sorprendió a muchos aficionados. Fue una ruptura total con lo que hasta entonces venía produciendo Bob Marley. Una versión de reggae fue grabado con the Wailers. Pero fue esta versión acústica la que Bob decidió colocar al final del álbum.

## Créditos
- Bob Marley - cantante, guitarra rítmica, guitarra acústica
- Aston "Family Man" Barrett - bajo, piano, guitarra, percusión
- Carlton Barrett - batería, percusión
- Tyrone Downie - teclados, coros
- Alvin Patterson - percusión
- Junior Marvin - guitarra líder, coros
- Earl Lindo - teclados
- Al Anderson - guitarra líder
- I Threes (Rita Marley, Marcia Griffiths y Judy Mowatt) - coros
- Errol Brown - técnico de sonido
- Chiao Ng - asistente de técnico de sonido
- Neville Garrick - dirección artística
- Adrian Boot - fotografía